# Список прем'єр-міністрів Екваторіальної Гвінеї
У статті подано список прем'єр-міністрів Республіки Екваторіальна Гвінея з моменту набуття країною незалежності.

## Список прем'єр-міністрів
- 12 жовтня 1968 — 15 серпня 1982 — посада не існувала
- 15 серпня 1982 — 4 березня 1992 — Кристіно Серіче Біоко
- 4 березня 1992 — 1 квітня 1996 — Сильвестр Сіале Білека
- 1 квітня 1996 — 26 лютого 2001 — Анхель Серафін Серіче Дуган
- 4 березня 2001 — 14 червня 2004 — Кандідо Муатетема Рівас
- 14 червня 2004 — 14 серпня 2006 — Мігель Абіа Бітео Боріко
- 14 серпня 2006 — 8 липня 2008 — Рікардо Манге Обама Нфубеа
- 8 липня 2008 — 21 травня 2012 — Ігнасіо Мілам Танг
- 21 травня 2012 — 23 червня 2016 — Вінсенте Ехате Томі
- з 23 червня 2016 — Франсіско Паскуаль Обама Асуе